# キャラとおたまじゃくし島
キャラとおたまじゃくし島（きゃらとおたまじゃくしじま）は、NHK Eテレと総合テレビで2018年4月2日から2019年1月28日まで放送されていた日本のオリジナルアニメ。

## 放送時間
- 本放送:2018年4月2日 - 、毎週月曜日午前10:15 - 10:20[3]
- 再放送:2018年4月5日 - 、毎週木曜日午前5:55 - 6:00[3]

## ストーリー
その島では自然が奏でた心地よい音楽により体の一部に楽器を宿した生き物が誕生し、音楽を酸素の様に体へ取り込むことで命を育んでいた。生き物たちが自らに宿した楽器を奏でることで生まれる圧倒的な音楽エネルギーは島へ降り注ぎ、その様子から人々はその島のことを「音楽の神が棲む島」と呼んでいた。
そんな平和な島に魔女が突如現れ、島の調和がゆがめられ不安が島を覆い包む。
音楽エネルギーを取り戻すため、少女キャラの冒険が始まる

## 用語
おたまじゃくし島
ガッキアニマルが住んでいる、作品の舞台地。
ガッキアニマル
体の一部が楽器になっている島特有の生物。島の自然が奏でる音楽のエネルギーで生まれる。
トッポとボビーのハンドトーク レッスン
物語中でトッポとボビーが使用した手話を公式ホームページの特集項で解説している。

## スタッフ
- 原作 - 寺田憲史・門秀彦
- 監督 - 田上キミノリ
- 脚本 - 寺田憲史
- キャラクターデザイン - 門秀彦
- テーマソング - HY
- 音楽 - HY、川口大輔
- 振付 - REIKO
- 製作統括 - 紀平延久、尾関憲一、西國晃
- プロデューサー - 森岡昌弘
- アニメーション制作 - 33コレクティブ
- 制作 - NHKエデュケーショナル
- 製作著作 - NHK、NHKエデュケーショナル、電通、33コレクティブ、カルチュア・エンタテインメント

## 各話リスト
出典：
| 話数   | サブタイトル                                     | 初回放送日    | トッポとボビーのハンドトークレッスン |
| ------ | ------------------------------------------------ | ------------- | ------------------------------------ |
| 第1話  | おたまじゃくし島を救え、みたいな？               | 2018年 4月2日 | アイ・ラブ・ユー ほか                |
| 第2話  | とりあえず、カタカタでダンスを                   | 4月9日        | クールだぜ (かっこいい！) ほか       |
| 第3話  | ワケありキャラに ご用心？                        | 4月16日       | いっしょに行こう ほか                |
| 第4話  | 指示が飛ぶ飛ぶ とまらない                        | 5月14日       | ごくろうさん ほか                    |
| 第5話  | ３秒で すって ４秒かけて はいて                  | 5月21日       |                                      |
| 第6話  | 音叉がキャラわれて、さぁタイヘン！               | 5月28日       | ともだち ほか                        |
| 第7話  | リンゾーさんは蝶々がスキなの！                   | 6月4日        | おっす (こんにちは) ほか             |
| 第8話  | 音をむしゃむしゃ最強モンスター現る！             | 6月11日       | わかんない (しらない) ほか           |
| 第9話  | プリティな名前を言わないでぇ！                   | 6月18日       | 少し揺れてる ほか                    |
| 第10話 | 音叉がいい感じ・・でもって太鼓がコワイ感じ       | 6月25日       | そうそう ほか                        |
| 第11話 | ユキゴッホさんのお家で夜がふけて                 | 7月2日        | いい感じ！ ほか                      |
| 第12話 | リンゾーさんの描いた絵は？                       | 7月9日        | こっちだよ ほか                      |
| 第13話 | その名もシュークリーム・バット！                 | 7月16日       | 悲しいね ほか                        |
| 第14話 | 太鼓たたいてドラムスコだぜベイベー               | 7月23日       | 体に響くね ほか                      |
| 第15話 | 音楽で対話するとジーンとしちゃうのね             | 7月30日       | なんて言ったの (なに？) ほか         |
| 第16話 | アニマ・リンゾーのヒミツ？                       | 8月6日        |                                      |
| 第17話 | 風が止むことのない谷ウル                         | 8月13日       | ごめんね ほか                        |
| 第18話 | 天使だわ女神だわでシッシンだわさ                 | 8月20日       |                                      |
| 第19話 | 魔女のモンスターはお友達？                       | 8月27日       | どうしたのかな (なに？) ほか         |
| 第20話 | 胸キュン♥モードでレベルアップ？                  | 9月3日        | おはよう                             |
| 第21話 | キミの瞳に恋しているキャラ？                     | 9月10日       |                                      |
| 第22話 | モンスターはいつも腹ペコ！                       | 9月17日       |                                      |
| 第23話 | 嫌いな音が聴こえたなら・・                       | 9月24日       |                                      |
| 第24話 | ヒュンの音楽が見えるから・・・                   | 10月1日       |                                      |
| 第25話 | ヒュンの音楽が食べられちゃう！                   | 10月8日       |                                      |
| 第26話 | 必殺！オゾロシや～なんでもミュート、だぁべさ～！ | 10月15日      |                                      |
| 第27話 | 風の中にしまった音たち                           | 10月22日      |                                      |
| 第28話 | 特別編・これまでのお話はこれだキャラ             | 10月29日      |                                      |
| 第29話 | 音叉にキスが好きだべさぁ～！                     | 11月5日       |                                      |
| 第30話 | ヒュンったら手を引く音叉はどこに？               | 11月12日      |                                      |
| 第31話 | ひらけゴマ～！だんだべさぁ                       | 11月19日      |                                      |
| 第32話 | さよならタブレット！                             | 11月26日      |                                      |
| 第33話 | トッポ＆ボビー月夜の晩に目覚めたワケは？         | 12月3日       |                                      |
| 第34話 | 音楽堂のガッキアニマル                           | 12月10日      |                                      |
| 第35話 | 音楽は島のビタミンだきゃら？                     | 12月17日      |                                      |
| 第36話 | ピアニッシモの涙                                 | 12月24日      |                                      |
| 第37話 | 五月二十九日午後三時十三分四十秒・・             | 2019年 1月7日 |                                      |
| 第38話 | ミュート、変身へんしんだんだべさぁ！の巻         | 1月14日       |                                      |
| 第39話 | クンクン・・音叉おんさが匂におうだべさぁ～の巻   | 1月21日       |                                      |
| 第40話 | なによりも大切たいせつなもの・・の巻             | 1月28日       |                                      |